# Општи избори у Републици Српској 1996.
Општи избори у Републици Српској одржани су 14. септембра 1996. године. То су били први избори у Републици Српској и уопште у Босни и Херцеговини после завршетка рата у БиХ и потписивања Дејтонског мировног споразума.  На изборима су се бирали српски члан предсједништва Босне и Херцеговине, предсједник и потпредсједник Републике Српске, посланици за представнички дом Парламентарне скупштине БиХ из Републике Српске те посланици за Народну Скупштину Републике Српске. Исти дан су на територији Федерације БиХ одржани изборе за бошњачког и хрватског члана предсједништва, посланици за представнички дом Парламентарне скупштине Босне и Херцеговине са територије Федерације, скупштина Федерације БиХ те кантоналне скупштине.

### Увод
После потписивања Дејтонског споразума било је потребно одржати изборе за све ниво власти, како у републици Српској тако и на нивоу Босне и Херцеговине. Читав процес расписивања и одржавања избора био је под контролом међународне заједнице, нарочито ОЕБС-а.

#### Учесници
На изборима је учествовао велики број странака и коалиција. Апсолутни фаворит је била Српска демократска странка.Од усталих учесника већи утицај су имали Српска радикална странка, Социјалистича партија Републике Српске која је наступила у оквиру коалиције Савез за мир и прогрес, Демократски Патриотски Блок који је представљао коалицију неколико мањих странка под вођством градоначелника Бања Луке  Предрага Радића. Регионални утицај су имали и Српска Патриотска Странка, Српска странка Крајине и Посавине. Наступило је двадесетак мањих странака од којих многе више никад нису ни излазиле на изборе Неке од познатијих су Народна Странка Републике Српске Радослава Брђанина, Странка Српског Јединства. У оквиру Савеза за мир и прогрес је наступила и Странка независних социјалдемократа садашњег предсједника Републике Српске Милорада Додика
Странке из Федерације су такође наступиле у Републици Српској и доминантан утицај међу њима је имала Странка демократске акције. Неколико мањих странка је формирало коалицију под називом  Здружена листа.
Један од разлога за велики број странака је и то што су значајна финансијска средства за изборну кампању добијана од стране међународне заједнице.

#### Кандидати
Кандидат СДС-а за Предсјеника Републике Српске је била Биљана Плавшић, за српског члана Предсједништва СДС-је кандидовао Момчила Крајишника. Савез за мир и прогрес је за предсједника РС кандидовао Живка Радишића, Демократски Патриотски Блок је кандидовао за предсједника Републике Српске Предрага Радића, за српског члана предсједништва БиХ обе опозиционе коалације су кандидовале Младена Иванића. Од осталих кандидата најпознатији је био Славко Лисица кандитат Странке СПАС.

### Кампања
Кампања за изборе је почела врло рано. У већини медија је било видљиво фаворизовање Српске демократске странке. У кампањи Српске радикалне странке активно је учествовао Војислав Шешељ.

### Резултати
Убједљиву побједу је остварио СДС који  је освоји 46 посланика у НСРС, 10 посланика у Парламентарној скупштини БиХ а њени кандидати су изабрани за предсједника Републике Српске и српског члана предједништва БиХ.
Савез за Мир и Прогрес је освојио 10 посланика у Народној скупштини и 3 у Парламентарној скупштини.
Српска радикална Странка је освојила 6 посланика у НСРС.
Демократски патриотски блок је освојио 2 посланика у НСРС.
Странка СПАС и Српска странка Крајине и Посавине су освојиле по једног посланика.
Странка демократске акције је освојила 14 посланика у народној скупштини и посланика у Парламентарној скупштини.
Здружена листа је освојила 3 мандата у Народној скупштини.